# Vince Boryla
Vincent Joseph Boryla, detto Vince (East Chicago, 11 marzo 1927 – Englewood, 27 marzo 2016), è stato un cestista, allenatore di pallacanestro e dirigente sportivo statunitense, professionista nella NBA.

## Palmarès

### Giocatore
- NCAA AP All-America First Team (1949)
- NBA All-Star (1951)

### Dirigente
- NBA Executive of the Year (1985)